# هوب غيبونز
هوب غيبونز (بالإنجليزية: Hope Gibbons)‏ هو سياسي نيوزلندي، ولد في 4 أكتوبر 1856، وتوفي في 25 يونيو 1947.